# Gertrude Lawrence
Gertrude Lawrence (Londres, 4 de julho de 1898 – Nova Iorque, 6 de setembro de 1952) foi uma atriz e cantora inglesa cujas performances a levaram a estrelar musicais do West End de Londres e da Broadway. Seu papel de maior destaque foi da professora Ana Leonowens do musical O Rei e Eu (The King and I) em 1951 na Broadway.

## Filmografia
| Ano  | Título               | Personagem       | Notas         |
| ---- | -------------------- | ---------------- | ------------- |
| 1929 | The Battle of Paris  | Georgie          |               |
| 1932 | Aren't We All?       | Margot           |               |
| 1932 | Lord Camber's Ladies | Lady Camber      |               |
| 1933 | No Funny Business    | Yvonne           |               |
| 1935 | Mimi                 | Mimi             |               |
| 1936 | Rembrandt            | Geertje Dirx     |               |
| 1936 | Men Are Not Gods     | Barbara Halford  |               |
| 1943 | Stage Door Canteen   | Ela mesma        | Não creditada |
| 1950 | The Glass Menagerie  | Amanda Wingfield |               |